# AMX-10P
El AMX-10P es un blindado de infantería francés. Desarrollado después de 1965 para reemplazar a los AMX-VCI en servicio en el Ejército francés. Los primeros prototipos fueron completados en 1968. Dispone de protección NBQ y es completamente anfíbio, contando con dos hidrojets para vadear en el agua. El AMX-10P ha sido usado hasta el momento por Francia, los Emiratos Árabes Unidos, Grecia, Indonesia, Catar, Arabia Saudi, Singapur y México.

## Historia
La primera producción de vehículos fue entregada en 1973 a la 7ª Brigada Mecanizada estacionada en Reims. En el ejército francés, de los 355 disponibles, 108 fueron mejorados entre los años 2006 y 2008, con muchas refacciones en el blindaje y nuevas partes para incrementar su movilidad. Las modificaciones aumentaron significativamente la protección de los vehículos con la instalación de un complemento de blindaje reactivo en la armadura básica, al tiempo que mejora la movilidad mediante la incorporación de nuevos sistemas de suspensión y una caja de cambios nueva y reforzada. El AMX 10P será actualizado y usado como VCI hasta que la totalidad de los VBCI sean entregados por GIAT Industries.

## Características

### Armamento
El AMX-10P monta un cañón de calibre 20 mm en la referencia GIAT M693, con un sistema de miras compuestas para ambientes diurnos, que cuenta a su vez con un aumento automático x6. La cadencia de fuego del cañón es de 700 disparos por minuto y tiene un alcance efectivo de hasta 1500 metros. El blindaje frontal brinda protección frente a proyectiles API de los calibres 23 y 14,5 mm, y también frente al impacto directo o indirecto de todo tipo de balas de armas pequeñas y esquirlas de artillería.

### Blindaje y sistemas de protección
Un kit de blindaje reactivo está disponible actualmente como una opción de actualización del blindado para sus usuarios. El ejército francés está estudiando la sustitución y/o complemento de estos blindados por el Véhicule Blindé de Combat d'Infanterie. El primer regimiento en retirar todos los AMX-10P de sus existencias y orden de batalla fue el Regimiento de Infantería 35 en Belfort, en diciembre de 2008.

## Variantes
- AMX-10P/Milan: Vehículo lanzador de misiles ATGM, con dos lanzadores.
- AMX-10/HOT: vehículo lanzador de ATGM (equipado con la torreta Tucán II y 4 lanzadores)
- AMX-10TM: Mortero autopropulsado de campaña de calibre 120 mm (mortero RT-61).
- AMX-10CAP90: Variante de apoyo de fuego a la infantería, dotada con un cañón DEFA/GIAT calibre 90 mm como arma principal.
- AMX-10P Marina: Variante mejorada con capacidad anfíbia, se equipa ya sea con ametralladoras pesadas de calibre 12.7 mm, cañones de calibre 25 mm o un cañón DEFA/GIAT calibre 90 mm como arma principal.
- AMX-10 PC: Variante de mando con diversas estaciones adaptables para el mando.
- AMX 10 RC: Vehículo sobre ruedas (6 x 6), variante de apoyo de fuego con un cañón de calibre 105 mm.

## Usuarios

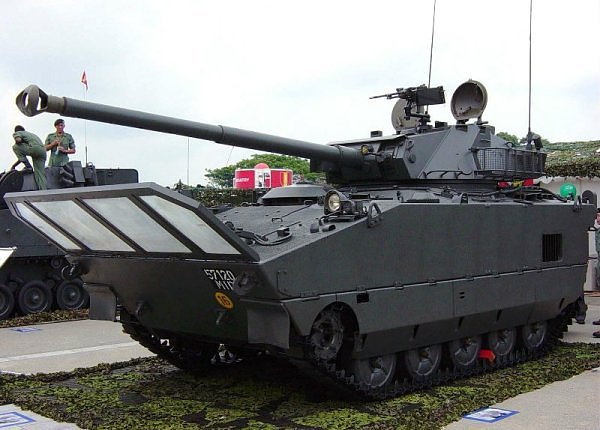
Un AMX-10PAC armado con un cañón de calibre 90mm del Ejército de Singapur.

- Francia

Ejército francés 335 unidades, primer usuario y constructor.
- Arabia Saudita

Real Ejército de Arabia Saudí 570 unidades, es el operador más grande, superando a la propia Francia.
- Bosnia y Herzegovina

Ejército de Bosnia y Hercegovina 25 unidades.
- Emiratos Árabes Unidos

Ejército de los Emiratos Árabes Unidos 18 unidades.
- Grecia

Ejército de Grecia 96 unidades, retiradas del servicio.
- Indonesia

Fuerzas Armadas de Indonesia en labores más de 100 unidades, 34 oficialmente activas.
- Irak

100 unidades.
- Marruecos

Real Ejército de Marruecos en cantidades desconocidas[cita requerida].
- Catar

Real Ejército de Catar 40 unidades.
- Singapur

Ejército de Singapur 44 unidades, supuestamente retiradas.

### Vehículos similares
- Marder
- Schützenpanzer Puma
- Lynx
- ZBD-97
- K-200/KIFV
 K-21 IFV
- AIFV
 M2/M3 Bradley
- /ASCOD Pizarro/ULAN
- Achzarit
  Namera
  Namer
  Nemer
- Dardo
- TAM VCTP
- Tipo 89 VCI
- VCI Anders
- FV510 Warrior
- BMP-3
  BMP-T
- Bionix VCI
- CV90/CV9030/CV9040